# Myotis nigricans
Espèce
Statut de conservation UICN

 LC  : Préoccupation mineure
Myotis nigricans, de nom commun murin noirâtre, est une espèce de chauves-souris américaine de la famille des Vespertilionidae.

## Description
Le murin noirâtre est un petit murin d'un poids de 3 à 5,5 g et d'une longueur de tête et de corps de 38 à 49 mm. La fourrure mesure entre 4 et 4,5 mm de long et est soyeuse. La couleur de la fourrure peut différer régionalement et localement, mais elle est principalement de couleur noire ou brun foncé à cannelle.
Il a un petit museau pointu et non nasal. Ses oreilles sont pointues et triangulaires et extrêmement sensibles. Ses ailes en forme d'avant-bras ont des griffes simples, tandis que ses pattes arrière en ont cinq.

## Répartition

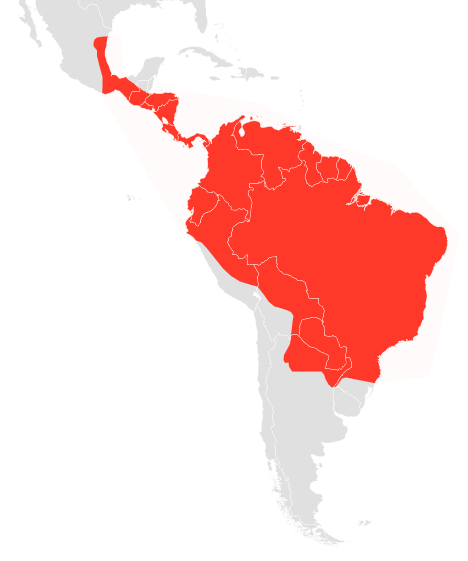
Répartition de Myotis nigricans.

La répartition de Myotis nigricans va du sud du Mexique au nord de l'Argentine.

## Comportement

### Colonie
Myotis nigricans vit pendant la journée en grandes colonies jusqu'à 1 000 individus dans les bâtiments, sous l'écorce des arbres, dans les arbres creux, ainsi que dans les crevasses de la roche. Alors que le ratio sexuel chez les jeunes est plus ou moins équilibré, le nombre de femelles adultes double souvent celui des mâles. Les colonies qui restent sous les toits pendant la journée, où règnent des températures allant jusqu'à 50 °C, sont divisées en petits groupes ou individus pour la thermorégulation. Les animaux ne peuvent pas survivre à des températures supérieures à 42 °C pendant plus de 2 jours.
La température corporelle varie en fonction de la température ambiante. Lorsque la température corporelle est plus froide, les chauves-souris entrent dans un état de torpeur et restent dans cet état jusqu'à ce que la température corporelle se soit réchauffée. Afin de refroidir la température corporelle, ils montrent une thermorégulation comportementale en se répartissant en petits groupes.

### Reproduction
Les femelles de Myotis nigricans peuvent tomber enceintes jusqu'à trois fois par an. Au Panama, la première saison des amours a lieu entre fin décembre et début janvier. Après une période de gestation de 60 jours, les femelles donnent naissance à un seul enfant. Suivent une deuxième et troisième périodes d'accouplement et de gestation avec des naissances en avril-mai et en août. Ce cycle semble être en corrélation avec l'approvisionnement alimentaire général de sorte que les enfants ne soient pas sevrés pendant la saison sèche. Pendant les 2 à 3 premiers jours après la naissance, l'enfant s'accroche à sa mère et est embarqué sur des vols de recherche de nourriture. L'enfant est laissé dans la colonie pendant la nuit, où la mère peut le retrouver au moyen de l'odeur ou des signaux acoustiques. Après 2 semaines, les jeunes atteindront le poids d'un animal adulte, et après 3 semaines, ils font leurs premières tentatives de vol. Après 5-6 semaines, les jeunes sont sevrés et quittent la colonie maternelle.

### Longévité
On recense une longévité de 7 ans pour le murin noirâtre.

### Déplacement
Des études testant les compétences de retour chez les murins noirâtres suggèrent que les chauves-souris sont capables de reconnaître une zone d'un rayon de 13 km. Certaines chauves-souris qui furent déplacées à 50 km purent retrouver leur chemin en 2 jours.
Dans des conditions météorologiques favorables, les chauves-souris quittent le gîte une heure après le coucher du soleil et reviennent de la chasse une heure avant le lever du soleil.

### Alimentation
Myotis nigricans est principalement insectivore avec peu de cas de consommation de fruits observés.

### Prédation
Les jeunes chauves-souris ont des taux de mortalité élevés en raison de la prédation, des maladies et du parasitisme. Les opossums, les chats et d'autres chauves-souris sont des mammifères prédateurs du murin noirâtre. Les autres prédateurs sont les serpents, les cafards et les araignées.

### Parasitisme
Les jeunes chauves-souris sont également confrontées au problème des ectoparasites, notamment les Trombicula, les tiques molles et dures, les puces et les Nycteribiidae et Streblidae.